# Dziekan (Kościół katolicki)
Dziekan w Kościele katolickim – przełożony różnych wspólnot:
- dziekan – kapłan kierujący dekanatem
- dziekan generalny – stopień duchowieństwa Wojska Polskiego II RP odpowiadający generałowi brygady
- dziekan – stopień duchowieństwa Wojska Polskiego II RP odpowiadający pułkownikowi
- dziekan kapitulny – jeden z prałatów kapituły katedralnej lub kolegiackiej
- dziekan (kardynał) – przewodniczący kolegium kardynałów
- dziekan Roty Rzymskiej – wyższy prałat Kurii Rzymskiej
- dziekan honorowy – przewodniczący kolegium prałatów Kurii Rzymskiej